# Alpiner Nor-Am Cup 1986/87
Gesamt- und Disziplinenwertungen der Saison 1986/1987 des Alpinen Nor-Am Cups.

## Herren

### Gesamtwertung
| Rang | Name           | Land               | Punkte |
| ---- | -------------- | ------------------ | ------ |
| 1    | Alain Villiard | Kanada             | –      |
| 2    | Jim Read       | Kanada             | –      |
| 3    | Troy Watts     | Vereinigte Staaten | –      |

### Abfahrt
| Rang | Name           | Land   | Punkte |
| ---- | -------------- | ------ | ------ |
| 1    | Donald Stevens | Kanada | –      |
| 2    | Ralf Socher    | Kanada | –      |
| 3    | Mike Carney    | Kanada | –      |

### Super-G
| Rang | Name           | Land               | Punkte |
| ---- | -------------- | ------------------ | ------ |
| 1    | Jim Read       | Kanada             | –      |
| 2    | Derek Trussler | Kanada             | –      |
| 3    | Tommy Moe      | Vereinigte Staaten | –      |

### Riesenslalom
| Rang | Name          | Land               | Punkte |
| ---- | ------------- | ------------------ | ------ |
| 1    | Konrad Walk   | Österreich         | –      |
| 2    | Walter Gugele | Österreich         | –      |
| 3    | Troy Watts    | Vereinigte Staaten | –      |

### Slalom
| Rang | Name               | Land               | Punkte |
| ---- | ------------------ | ------------------ | ------ |
| 1    | Alain Villiard     | Kanada             | –      |
| 2    | Sandy Williams     | Vereinigte Staaten | –      |
| 3    | Ernst Riedlsperger | Österreich         | –      |

## Damen

### Gesamtwertung
| Rang | Name           | Land               | Punkte |
| ---- | -------------- | ------------------ | ------ |
| 1    | Kerrin Lee     | Kanada             | –      |
| 2    | Anette Gersch  | BR Deutschland     | –      |
| 3    | Tori Pillinger | Vereinigte Staaten | –      |

### Abfahrt
| Rang | Name           | Land               | Punkte |
| ---- | -------------- | ------------------ | ------ |
| 1    | Kerrin Lee     | Kanada             | –      |
| 2    | Tori Pillinger | Vereinigte Staaten | –      |
| 3    | Kendra Kobelka | Kanada             | –      |

### Super-G
| Rang | Name           | Land               | Punkte |
| ---- | -------------- | ------------------ | ------ |
| 1    | Tori Pillinger | Vereinigte Staaten | –      |
| 2    | Ann Taciuk     | Kanada             | –      |
| 3    | Edith Thys     | Vereinigte Staaten | –      |

### Riesenslalom
| Rang | Name            | Land           | Punkte |
| ---- | --------------- | -------------- | ------ |
| 1    | Angelika Hurler | BR Deutschland | –      |
| 2    | Anette Gersch   | BR Deutschland | –      |
| 3    | Nancy Gee       | Kanada         | –      |

### Slalom
| Rang | Name           | Land               | Punkte |
| ---- | -------------- | ------------------ | ------ |
| 1    | Eva Twardokens | Vereinigte Staaten | –      |
| 2    | Helga Lazak    | BR Deutschland     | –      |
| 3    | Sally Knight   | Vereinigte Staaten | –      |

## Belege
- Who Won What in 1987. In: Ski. October 1987, ISSN 0037-6159, S. 226.